# Resultados dos Atletibas no Campeonato Brasileiro de Futebol
Resultados do clássico paranaense Atletiba no Campeonato Brasileiro de Futebol.

## Resultados
| Vitórias do Atlético | Empate | Vitórias do Coritiba |

### Campeonato Brasileiro Série A
| #    | Data                   | Estádio          | Casa      | Visitante | Placar | Gols (casa)                                             | Gols (visitante)                                           |  |
| ---- | ---------------------- | ---------------- | --------- | --------- | ------ | ------------------------------------------------------- | ---------------------------------------------------------- |  |
| 1    | 14 de novembro de 1973 | Belford Duarte   | Coritiba  | Atlético  | 2–1    | Bráulio (22'), Orlando Pereira (61')                    | Didi Pedalada (67')                                        |  |
| 2    | 18 de maio de 1974     | Belford Duarte   | Coritiba  | Atlético  | 0–1    |                                                         | Sicupira (57')                                             |  |
| 3    | 24 de setembro de 1975 | Belford Duarte   | Coritiba  | Atlético  | 1–0    | Luisinho (54')                                          |                                                            |  |
| 4✼✼  | 8 de setembro de 1976  | Belford Duarte   | Coritiba  | Atlético  | 2–1    | Caio (59'), Aladim Luciano (69')                        | Bira (✼GC 58')                                             |  |
| 5    | 23 de abril de 1978    | Couto Pereira    | Coritiba  | Atlético  | 1–0    | Liminha (53')                                           |                                                            |  |
| 6    | 6 de outubro de 1979   | Couto Pereira    | Coritiba  | Atlético  | 1–1    | Serginho (83')                                          | Flavinho (80')                                             |  |
| 7    | 4 de setembro de 1988  | Couto Pereira    | Coritiba  | Atlético  | 1–0    | Edson Borges (82')                                      |                                                            |  |
| 8    | 26 de setembro de 1993 | Couto Pereira    | Atlético  | Coritiba  | 1–3    | João Carlos Cavalo (12')                                | Hélcio (39'), Fernando (70'), Cosme (87')                  |  |
| 9    | 24 de outubro de 1993  | Couto Pereira    | Coritiba  | Atlético  | 0–0    |                                                         |                                                            |  |
| 10   | 22 de setembro de 1996 | Joaquim Américo  | Atlético  | Coritiba  | 1–0    | Oséas (93')                                             |                                                            |  |
| 11   | 26 de outubro de 1997  | Couto Pereira    | Coritiba  | Atlético  | 0–2    |                                                         | Paulo Miranda (13'), Luizinho Vieira (45')                 |  |
| 12   | 26 de julho de 1998    | Pinheirão        | Atlético  | Coritiba  | 2–2    | Kelly (53'), Tuta (61')                                 | Macedo (81'), Sinval (90+2')                               |  |
| 13   | 17 de outubro de 1999  | Couto Pereira    | Coritiba  | Atlético  | 2–1    | Léo Devanir (77'), Basílio (79')                        | Kelly (76')                                                |  |
| 14   | 20 de agosto de 2000   | Arena da Baixada | Atlético  | Coritiba  | 1–3    | Lobatón (78')                                           | Alexandre (30'), Reginaldo Araújo (49'), Daniel (90+3')    |  |
| 15   | 21 de outubro de 2001  | Couto Pereira    | Coritiba  | Atlético  | 0–0    |                                                         |                                                            |  |
| 16   | 26 de outubro de 2002  | Arena da Baixada | Atlético  | Coritiba  | 1–0    | Kléber Pereira (13')                                    |                                                            |  |
| 17   | 14 de junho de 2003    | Couto Pereira    | Coritiba  | Atlético  | 2–0    | Marcel (57'), Nivaldo (88')                             |                                                            |  |
| 18   | 11 de outubro de 2003  | Arena da Baixada | Atlético  | Coritiba  | 2–0    | Ilan (34'+68')                                          |                                                            |  |
| 19   | 2 de maio de 2004      | Arena da Baixada | Atlético  | Coritiba  | 1–1    | Dagoberto (2')                                          | Aristizábal (10')                                          |  |
| 20   | 29 de agosto de 2004   | Couto Pereira    | Coritiba  | Atlético  | 1–2    | Alemão (51')                                            | Fernandinho (80'), Washington (85')                        |  |
| 21   | 10 de julho de 2005    | Arena da Baixada | Atlético  | Coritiba  | 1–0    | Evandro (34')                                           |                                                            |  |
| 22   | 15 de outubro de 2005  | Couto Pereira    | Coritiba  | Atlético  | 1–2    | Marcelo Peabiru (20')                                   | Lima (3'), Paulo André (68')                               |  |
| 23   | 29 de junho de 2008    | Arena da Baixada | Atlético  | Coritiba  | 1–1    | Alan Bahia (36')                                        | Marlos (41')                                               |  |
| 24   | 28 de setembro de 2008 | Couto Pereira    | Coritiba  | Atlético  | 1–1    | Ariel Nahuelpan (22')                                   | Rafael Moura (10')                                         |  |
| 25   | 19 de julho de 2009    | Arena da Baixada | Atlético  | Coritiba  | 0–0    |                                                         |                                                            |  |
| 26   | 25 de outubro de 2009  | Couto Pereira    | Coritiba  | Atlético  | 3–2    | Ariel Nahuelpan (18'), Jeci (23'), Marcos Aurélio (92') | Ariel Nahuelpan (GC 16'), Marcinho (29')                   |  |
| 27   | 27 de agosto de 2011   | Couto Pereira    | Coritiba  | Atlético  | 1–1    | Emerson (23')                                           | Edílson (68')                                              |  |
| 28   | 4 de dezembro de 2011  | Arena da Baixada | Atlético  | Coritiba  | 1–0    | Guerrón (72')                                           |                                                            |  |
| 29   | 14 de julho de 2013    | Couto Pereira    | Coritiba  | Atlético  | 1–0    | Geraldo (56')                                           |                                                            |  |
| 30   | 6 de outubro de 2013   | Vila Capanema    | Atlético  | Coritiba  | 2–1    | Paulo Baier (42') e (45')                               | Júlio Cesar (30')                                          |  |
| 31   | 25 de maio de 2014     | Willie Davids    | Atlético  | Coritiba  | 2–0    | Marcos Guilherme (10')                                  | Luccas Claro dos Santos (GC 58')                           |  |
| 32   | 4 de outubro de 2014   | Couto Pereira    | Coritiba  | Atlético  | 1–0    | Hélder de Paula Santos (63')                            |                                                            |  |
| 33   | 21 de junho de 2015    | Arena da Baixada | Atlético  | Coritiba  | 2–2    | Walter Henrique da Silva(24')/Edigar Junio(82')         | Wellington Paulista(18')/Ruy Franco de Almeida Junior(77') |  |
| 34   | 20 de setembro de 2015 | Couto Pereira    | Coritiba  | Atlético  | 2–0    | Henrique Almeida (12')/Negueba (45')                    |                                                            |  |
| 35✼✼ | 29 de junho de 2016    | Couto Pereira    | Coritiba  | Atlético  | 1–0    | Colin Kâzım-Richards (80')                              |                                                            |  |
| 36   | 16 de outubro de 2016  | Vila Capanema    | Atlético  | Coritiba  | 2–0    | Matheus Rossetto (20') / Pablo Felipe Teixeira (68')    |                                                            |  |
| 37   | 3 de junho de 2017     | Couto Pereira    | Coritiba  | Atlético  | 1–0    | Márcio (61')                                            |                                                            |  |
| 38   | 10 de setembro de 2017 | Arena da Baixada | Atlético  | Coritiba  | 1–1    | Felipe Gedoz (86')                                      | Werley (43')                                               |  |
| 39   | 12 de setembro de 2020 | Arena da Baixada | Athetico  | Coritiba  | 1–0    | Fabinho (11')                                           |                                                            |  |
| 40   | 09 de janeiro de 2021  | . CoutoPereira   | Coritiba  | Athletico | 0–0    |                                                         |                                                            |  |
| 41   | 19 de junho de 2022    | Couto Pereira    | Coritiba  | Athletico | 0-1    | Khellven (90+10')                                       |                                                            |  |
| 42   | 16 de outubro de 2022  | Arena da Baixada | Athletico | Coritiba  | 1-0    | Alex S.(89')                                            |                                                            |  |
| 43   | 14 de Maio de 2023     | Arena da Baixada | Athetico  | Coritiba  | 3–2    | Pablo(48)Willian(90)Cannobio (97')                      | Marcelino Moreno (18'), Robson (65')                       |  |
| 44   | 01 de Outubro de 2023  | Couto Pereira    | Coritiba  | Atlético  | 2–0    | Victor Luis(14') / Islam Slimani(45+3')                 |                                                            |  |

✼GC - gol contra

✼✼ - jogos raros quando disputados no meio da semana (4° feira)

### Campeonato Brasileiro Série B
| # | Data                   | Estádio       | Casa     | Visitante | Placar | Gols (casa)              | Gols (visitante) |
| - | ---------------------- | ------------- | -------- | --------- | ------ | ------------------------ | ---------------- |
| 1 | 2 de setembro de 1990  | Couto Pereira | Coritiba | Atlético  | 0–1    |                          | ???              |
| 2 | 7 de outubro de 1990   | Pinheirão     | Atlético | Coritiba  | 0–0    |                          |                  |
| 3 | 29 de novembro de 1995 | Pinheirão     | Atlético | Coritiba  | 1–1    | Paulo Rink               | Vilmar           |
| 4 | 13 de dezembro de 1995 | Couto Pereira | Coritiba | Atlético  | 3–0    | Alex, Mauri, Pachequinho |                  |